# Тойрано
Тойрано (итал. Toirano) — коммуна в Италии, располагается в регионе Лигурия, в провинции Савона.
Население составляет 2476 человек (2008 г.), плотность населения составляет 133 чел./км². Занимает площадь 19 км². Почтовый индекс — 17055. Телефонный код — 0182.
Покровителем коммуны почитается святитель Мартин Турский, празднование 11 ноября.

## Демография
Динамика населения:

## Администрация коммуны
- Официальный сайт: http://www.comune.toirano.sv.it/